# Schot (schip)
Een schot in een schip is een wand die behoort tot de scheepsconstructie. Hiermee wordt bedoeld dat de wand deel uitmaakt van het scheepsskelet. Het is een interne muur die het schip verdeelt in aparte kamers. 

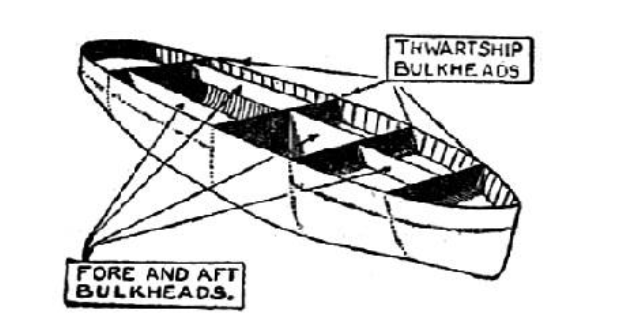
Schotten in een schip

## Plaatsing aan boord
Een wand kan op twee manieren geplaatst worden: transversaal en longitudinaal. Transversaal betekent dwarsscheeps, de richting loopt van stuurboord naar bakboord. Longitudinaal betekent langsscheeps, de richting loopt van achter naar voor.
Het aantal schotten dat wordt geplaatst is afhankelijk van de totale lengte van het schip.

## Functies

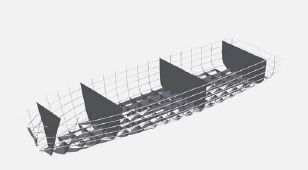
Transversale schotten

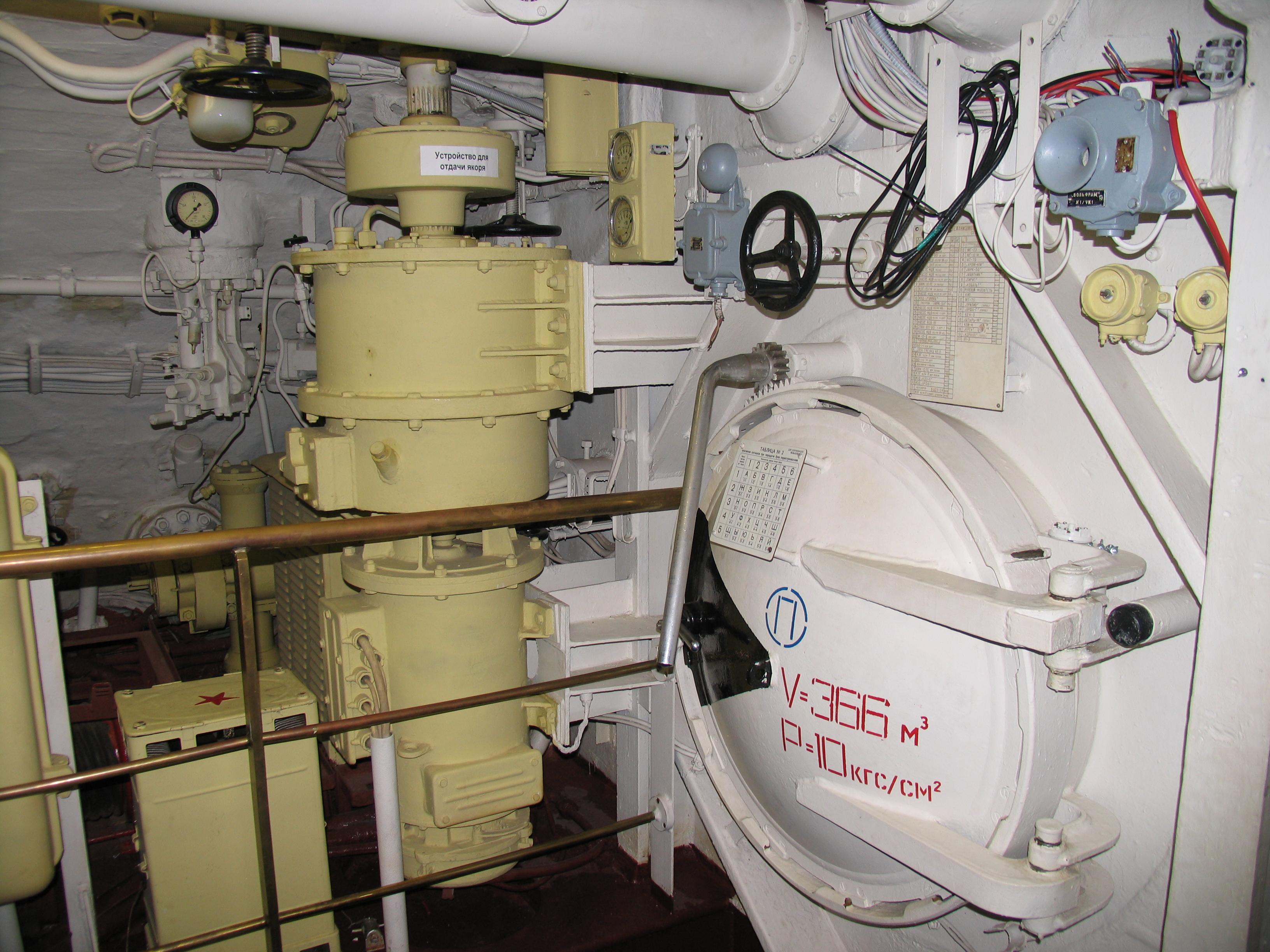
Transversaal schot met deur in een Russische onderzeeër

1. Principaal: verdeling van de binnenzijde van de romp in aparte kamers. Dit geeft verschillende waterdichte compartimenten. Ze zijn volledig van elkaar gescheiden en voorkomt een uitbreiding van water dat binnenstroomt door een opening in de romp. Het binnenstromend water wordt tegengehouden door de wand, het water gaat dus niet verder verspreid worden doorheen het schip. Het positief gevolg is dat er minder verlies van drijfvermogen is. Dit betekent dat de kans op zinken kleiner wordt.
2. Als barrière tegen vuur. De wand houdt vlammen tegen. Een brand aan boord kan zo gecompartimenteerd worden. De wanden zorgen ervoor dat de brand niet kan uitbreken naar de rest van het schip. Meestal is de wand gemaakt uit staal, staal geleidt warmte waardoor de andere zijde van het schot wel hoge temperaturen kan bereiken.
3. Longitudinale schotten dienen voor de langsscheepse krachten op te vangen, zoals buiging van de romp.
4. Transversale schotten dienen voor de sterkte van de romp. De wanden vangen torsie en wringing van de romp op. Longitudinale schotten dienen voor de langsscheepse krachten op te vangen, zoals buiging van de romp.
5. Schotten verdelen de binnenruimte van het ruim in verschillende praktische compartimenten zoals de achterpiektank, machinekamer, ladingsruimte, ballasttanks, cofferdams en een voorpiektank.

## Belangrijke schotten
In de romp worden een groot aantal schotten gebouwd. Drie hiervan zijn zeer belangrijk, deze hebben namelijk een extra functie.
- Aanvaringsschot: geplaatst vooraan in het schip, net achter de boeg. De bedoeling van dit schot: bij een frontale aanvaring loopt enkel de boeg onder water. Het schot mag bij een aanvaring meebuigen en niet barsten.
- Achterpiekschot: is zo geplaatst dat het de schroefastunnel insluit in een waterdicht compartiment. De wanden houden het lek tegen dat via de schroefastunnel kan binnenlopen.
- Machinekamerschotten: geplaatst rond de machinekamer zodat lekken van elders in het schip niet de machinekamer kunnen binnenlopen.

## Gegolfde wand
In de scheepsbouw wordt meer gebruik gemaakt van een gegolfde wand in tegenstelling tot een vlakke wand. Een gegolfde is sterker, stijver, minder buigbaar dan een vlakke wand. 
Bij een vlakke wand moet er gebruik gemaakt worden van verticale verstevigingen om de wand stabiel te houden. Een gegolfde blijft door zijn vorm recht en stabieler, er is geen nood aan verticale verstevigingen. Dit resulteert in minder gebruik van staal, minder gewicht en minder kosten.

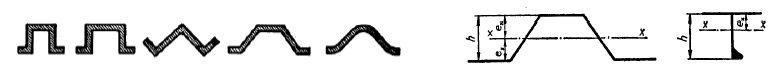
Vorm van een gegolfde wand

## Referentie
Shipbuilding Partim 1, Hogere Zeevaartschool Antwerpen